# Герб комуни Гельсінборг
Герб комуни Гельсінборг (швед. Helsingborgs kommunvapen) — символ шведської адміністративно-територіальної одиниці місцевого самоврядування комуни Гельсінборг. 

## Історія
Від XV століття місто Гельсінборг використовувало герб. Сучасний дизайн герба було розроблено також для міста Гельсінборг. Він отримав королівське затвердження 1946 року.    
Після адміністративно-територіальної реформи, проведеної в Швеції на початку 1970-х років, муніципальні герби стали використовуватися лишень комунами. Цей герб був 1971 року перебраний для нової комуни Гельсінборг.
Герб комуни офіційно зареєстровано 1974 року.

## Опис (блазон)
У срібному полі виходить червона мурована стіна з будівлею замку.

## Зміст
Сюжет герба походить з міської печатки 1468 року. замку символізує украплене місто.     